# Archidiecezja Mesyny-Lipari-Santa Lucia del Mela
Archidiecezja Mesyny-Lipari-Santa Lucia del Mela – diecezja rzymskokatolicka we Włoszech. Powstała w 500 roku jako diecezja Mesyny. Zlikwidowana w 880, reaktywowana w 1098. Promowana w 1166 jako archidiecezja Mesyna. Pod obecną nazwą od 1986 (po przejęciu terytoriów zlikwidowanych diecezji Lipari i prałatury terytorialnej Santa Lucia del Mela).

## Lista ordynariuszy diecezjalnych

### Biskupi Mesyny
- Bacchilo (41)
- Barchirio (68)
- Eleuterio (121)
- Alessandro I (154)
- Raimondo
- Capitone (313)
- Alessandro II (347)
- Evagrio (363)
- Bacchilo II (381)
- Giovanni I (151)
- Giustiniano (183)
- Eucarpo I (501)
- Peregrino I (514)
- Eucarpo II (586)
- Felice I (590)
- Dono (593)
- Felice II (600)
- Guglielmo I (603)
- Isidoro (610)
- Peregrino II (649)
- Benedetto (682)
- Gaudioso (787)
- Gregorio (869)
- Ippolito (968)
- Roberto I (1081)
- Goffredo I (1081)
- Guglielmo II (1120)
- Ugone (1127)

### Arcybiskupi Mesyny
- Ugone (1131)
- Goffredo II (1140)
- Roberto II (1142)
- Gerardo (1144)
- Arnaldo
- Roberto III (1151)
- Nicolò I (1166)
- Riccardo Palmieri (1183)
- Berardo o Berzio (1197–1233)
- Landone (1236)
- Giovanni Colonna (1255)
- Tommaso D'Agni Lentini, O.P. (1262)
- Bartolomeo Pignatelli (1266–1272)
- Reginaldo Lentini (1274)
- Francesco Fontana (1288)
- Raimondo d'Aquino
- Raniero II Lentini (1288–1304)
- Guidotto de Abbiate (1304–1333)
- Pietro I
- Federico de Guercis (1333–1342)
- Raimando de Pezzolis (1342–1348)
- Giordano Curti (1348)
- Pietro Porta (1349–1351)
- Anzalone Bonsignore (1351–1354)
- Guglielmo Monstrio (1355–1362)
- Dionisio da Murcia (1363–1380)
- Paolo Zuccaro (1380–1387)
- Maffiolus de Lampugnano (1387–?)
- Filippo Crispo (1392–1402)
- Pietro Budano (1403–?)
- Tommaso Crisafi (1408–1426)
- Archida Ventimiglia (1426)
- Bartolomeo Gattiglia (1426–1446)
- Pietro III (1446–1448)
- Antonio Cerdano (1448–1449), kardynał
- Giacomo Porcio (1449)
- Andrea Amodeo (1449–1450), kardynał
- Giacomo Tedesco (1450–1473)
- Lorenzo Crisafi (1473)
- Giuliano della Rovere (1473–1474), kardynał
- Giacomo di Santa Lucia (1474–1480)
- Pietro de Luna (1480–1482)
- Martino Ponz (1493–1500)
- Martino Garcia (1500–1502)
- Pietro Bellorado (1502–1509)
- Pietro Isvaglies (1510–1511), kardynał
- Bernardino da Bologna (1512–1513)
- Antonio la Legname (1514–1537)
- Innocenzo Cibo (1538–1550)
- Giovanni Andrea Mercurio (1550–1560), kardynał
- Gaspar Cervantes de Gaeta (1560–1561), kardynał
- Antonio Cancellaro (1564–1568)
- Giovanni Retana (1569–1582)
- Antonio Lombardo (1585–1597)
- Francisco Velarde de la Cuenca (1599–1604)
- Bonaventura Secusio (1605–1609)
- Pietro Ruiz de Valdevexo (1609–1617)
- Andrea Mastrillo (1618–1624)
- Giovanni Domenico Spinola (1624–1626), kardynał
- Biago Proto de Rubeis (1626–1646)
- Simone Carafa, C.R. (1647–1676)
- Giuseppe Cicala (1678–1685)
- Francesco Alavarez (1686–1698)
- Giuseppe Migliaccio (1698–1729)
- Tommaso Vidal y de Nin (1730–1743)
- Tommaso Moncada (1743–1762)
- Gabriele Maria Di Blasi e Gambacorta, O.S.B. (1764–1767)
- Giovanni Maria Spinelli (1767–1770)
- Corrado Deodato Moncada (1770–1771)
- Scipione Ardoino Alcontres (1771–1778)
- Nicola Cifaglione (1778–1780)
- Francesco Paolo Perremuto (1790–1791)
- Gaetano Maria Garrasi, O.E.S.A. (1798–1817)
- Antonio Maria Trigona Grimaldi (1817–1819)
- Francesco di Paola Villadecani (1823–1861), kardynał
- Luigi Natoli (1867–1875)
- Giuseppe Guarino (1875–1897), kardynał
- Letterio D'Arrigo Ramondini (1898–1922)
- Angelo Paino (1923–1963)
- Guido Tonetti (1950–1957)
- Francesco Fasola (1963–1977)
- Ignazio Cannavò (1977–1997)

### Arcybiskupi Messina-Lipari-Santa Lucia del Mela
- Ignazio Cannavò (1986–1997)
- Giovanni Marra (1997–2006)
- Calogero La Piana, S.D.B. (2006-2015)
- Giovanni Accolla (od 2016)